# Xanthopimpla peruana
Xanthopimpla peruana är en stekelart som beskrevs av Krieger 1915. Xanthopimpla peruana ingår i släktet Xanthopimpla och familjen brokparasitsteklar. Inga underarter finns listade i Catalogue of Life.